# Flughafen Vaasa

i7
i11
i13
Der Flughafen Vaasa (IATA-Code: VAA, ICAO-Code: EFVA) befindet sich 9 km südöstlich von der gleichnamigen finnischen Stadt Vaasa.